# Malthinus biglianii
Malthinus biglianii es una especie de coleóptero de la familia Cantharidae, género Malthinus.

## Distribución geográfica
Es una especie que integra la fauna de Europa.